# Маяк (производственное объединение)

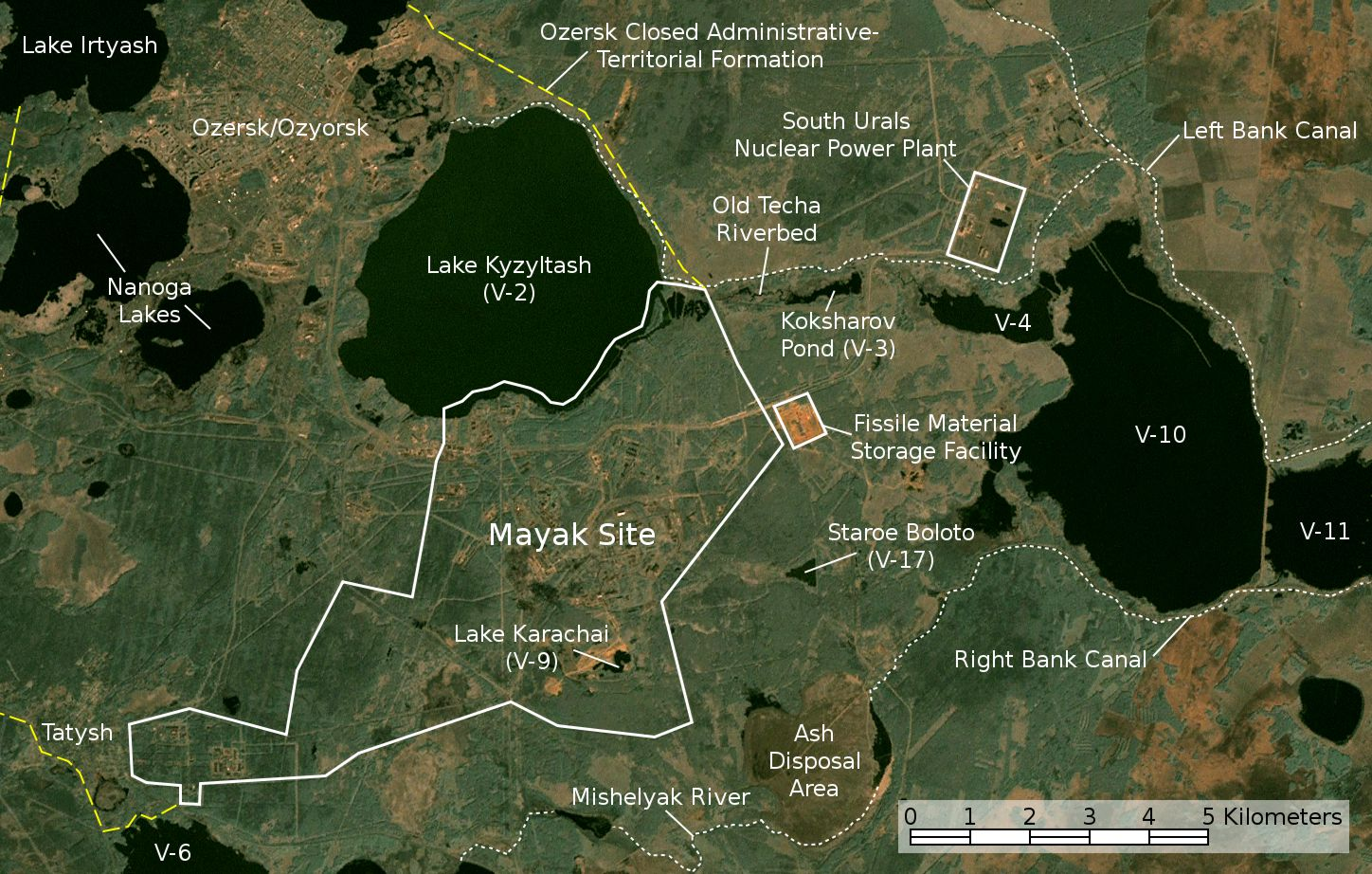
Спутниковый снимок местности расположения ПО «Маяк»

Произво́дственное объедине́ние «Мая́к» — федеральное государственное унитарное предприятие по производству компонентов ядерного оружия, изотопов, хранению и регенерации отработавшего ядерного топлива, утилизации его и других радиоактивных отходов. Расположено в городе Озёрске Челябинской области.

## Деятельность

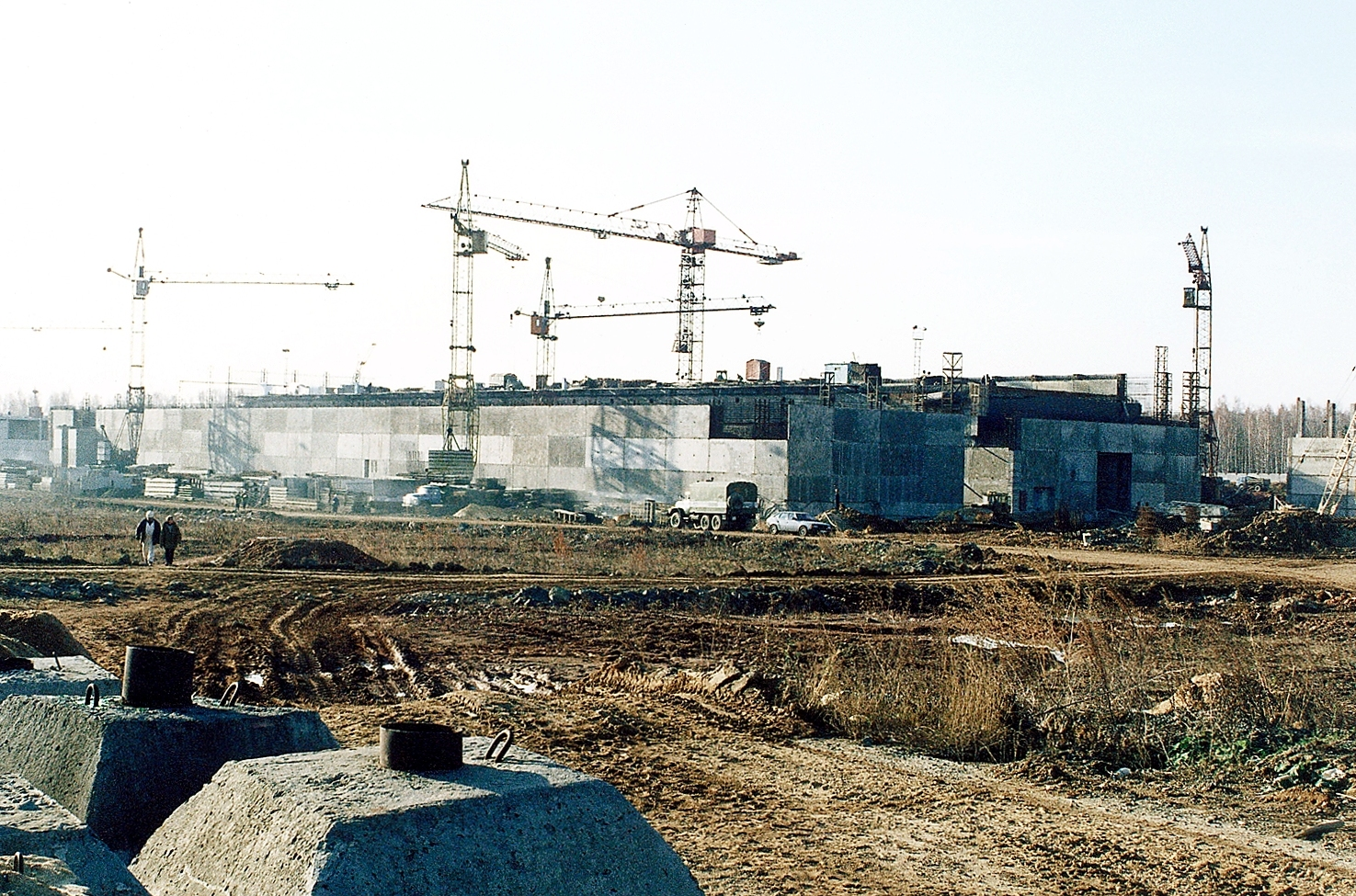
Вид на хранилище контейнеров с радиоактивными материалами с юго-запада.

Производственное объединение «Маяк» является одним из крупнейших российских центров по переработке радиоактивных материалов. Объединение обслуживает Кольскую, Нововоронежскую и Белоярскую атомные станции, а также перерабатывает ядерное топливо с атомных подводных лодок и атомного ледокольного флота.
Совместно с Росатомом осуществляется строительство двух новых печей.

... которые могли бы ежегодно остекловывать и приводить в безопасное состояние порядка 60 млн кюри радиоактивных высокоактивных отходов.
— Геннадий Подтёсов (министр радиационной и экологической безопасности Челябинской области)
Предприятие также с 1948 года производит оружейный плутоний, первый реактор А-1 был запущен 19 июня 1948 года. В 2009 году обсуждалась возможность переноса этого производства на Сибирский химический комбинат, однако в марте 2010 «Росатом» признал это нецелесообразным.
На предприятии также осуществляется хранение, переработка, утилизация радиоактивных отходов, в том числе путём цементирования и остекловывания (перевод некоторых жидких радиоактивных отходов в твёрдые). Проектная мощность — переработка до 400 тонн отработанного ядерного топлива в год. К 2021 году запланировано строительство дополнительного комплекса по переработке отработавшего ядерного топлива с реакторов АМБ. Кроме переработки, на предприятии производят источники ионизирующего излучения для разных сфер деятельности.
23 октября 2011 года на «ПО Маяк» завершилась нейтрализация и утилизация бромсодержащей продукции, доставленной из города Челябинска. С данной просьбой к государственной корпорации Росатом обратилась администрация Челябинской области после аварии на железнодорожном вокзале города Челябинска 1 сентября 2011 года.
Приоритетными работами НПО «Маяк» планируется назначить:
- исследования, работы по созданию, сопровождению эксплуатации ядерных боеприпасов и зарядов, их утилизации и уничтожению, длительные хранения ядерных материалов, используемых при разработке, изготовлении, испытании, эксплуатации и утилизации ядерного оружия и ядерных установок военного назначения;
- исследования направленные на своевременное реагирование на научно-технологические прорывы при создании вооружения и военной техники, сохранение и развитие технологий в области ядерного оружейного комплекса, поддержание и развитие научно-производственной, технологической, экспериментальной и информационно-вычислительной баз в данной области;
- обеспечение поддержания боевой готовности, надёжности и безопасности ядерных зарядов и ядерных боеприпасов при их разработке, испытаниях, производстве, разборке и утилизации, создании и утилизации ядерных энергетических установок военного назначения, изготовлении изделий из бериллия для чувствительных элементов систем ориентации, стабилизации и управления движением космических, летательных и других объектов, для медицинской техники.

Также, планируется присоединение к ФГУП «Маяк» предприятия по производству изделий из бериллия (ФГУП «Базальт»).
Участвует в консорциуме с НИИАР и «Техснабэкспорт» в ликвидации последствий аварии на АЭС «Фукусима-Дайичи».
В рамках реализации отраслевой программы по запуску «новых бизнесов» (не связанных с основной деятельностью), в 2019 году начато строительство центра облучательных технологий «Эра». Он должен был стать крупнейшим в России. Основная деятельность центра — стерилизация медицинских изделий, обработка пищевых продуктов и сельхозкультур, модификация материалов с помощью радиационного воздействия. Запуск центра предполагался к концу 2019 года, однако, лицензия на ведение деятельности была получена в 2021 году. По словам руководства, компания заключала соглашения с Озерским техническим колледжем и колледжем МИФИ (ОТИ МИФИ) о проведении практик и ведении дипломников, а также стажировке педагогов в рамках программы «Профессионалитет». На данный момент, среднесписочная численность работников — 11 человек (вместо планировавшихся 32-х). Предприятие убыточно: по результатам работы за 2022 год убыток РЦОТ «Эра» составил 27,2 млн руб.

### Структура
Производственное объединение «Маяк», по состоянию на 2011 год, включает в себя 7 основных заводов и 16 вспомогательных подразделений, с числом работающих более 12000 человек.
ПО включает производства реакторное, радиохимическое, химико-металлургическое, радиоизотопное и приборостроительное, а также следующие структурные подразделения: управление, центральная заводская лаборатория, система общественного питания, телефонная станция.
На предприятии оборудованы 8 промышленных водоёмов для хранения жидких радиоактивных отходов, образуемых в технологическом цикле производства:
- водоёмы оборотного водоснабжения: В-2 (озеро Кызылташ), В-6 (озеро Татыш);
- водоёмы-хранилища низкоактивных отходов: В-3, В-4, В 10 и В-11 (Теченский каскад водоемов);
- водоёмы-хранилища среднеактивных отходов: В-9 (озеро Карачай — законсервировано в 2015 г.) и В-17 (Старое Болото).

Ядерные реакторы «Маяка»:
- Уран-графитовый реактор «А» — 7 июня 1948 г. начаты испытания, 11 июня 1948 г. реактор был выведен на проектную мощность. Первый промышленный атомный реактор в стране.
- Уран-графитовый реактор «АВ-1» — физический пуск 3.04.1950 г., выход на проектную мощность в июле 1950 г., первая передача продукции на переработку в сентябре 1950 г. Проектный срок эксплуатации 5 лет. Капитальный ремонт был проведён в 1972 г. Остановлен и выведен из эксплуатации 18.08.1989 г.
- Уран-графитовый реактор «АВ-2» — физический пуск 13.04.1951 г., первая передача продукции на переработку в октябре 1951 г. Проектный срок эксплуатации 5 лет. Капитальный ремонт был проведён в 1971 г. Остановлен и выведен из эксплуатации 14.07.1990 г.
- Графитовый реактор «АИ» («Изотопный») — физический пуск 12.11.1951 г., выход на проектную мощность 14.02.1952 г. В конце 1953 г. достижение 143,75 % проектной мощности. Капитальный ремонт был проведён в 1956 г. Остановлен и выведен из эксплуатации 25.05.1987 г. Впервые освоен режим производства трития облучением лития нейтронами для создания термоядерного оружия. Впервые в стране реактор на обогащённом (2 %) ядерном топливе.
- Тяжеловодный реактор «ОК-180» — физический пуск 17.10.1951 г., выход на проектную мощность 28.10.1951 г. Остановлен и выведен из эксплуатации 3.03.1966 г. Первый промышленный тяжеловодный атомный реактор в стране.
- Уран-графитовый реактор «АВ-3» — физический пуск 4.10.1952 г. В результате осуществления ряда капитальных ремонтов и работ по модернизации оборудования производительность реактора АВ-3 увеличилась в 5 раз, выйдя на уровень мощности 1200 МВт и ежегодное производство плутония 270 кг/год, что равносильно введению в строй пяти реакторов подобных АВ-3. Остановлен и выведен из эксплуатации 1.11.1990 г.
- Тяжеловодный реактор «ОК-190» — физический пуск 27.12.1955 г. Остановлен и выведен из эксплуатации 8.10.1965 г. В 1970 г., впервые в мире, корпус реактора был извлечён из шахты и захоронен.
- Тяжеловодный реактор «ОК-190М» — физический пуск в марте 1966 г., выход на проектную мощность в апреле 1966 г. Заглушен 16.04.1986 г.
- Лёгководный реактор бассейнового типа «Руслан» — физический пуск в начале 1979 г., выход на проектную мощность 4.12.1980 г. В 2.12.1985 г. достижение 135 % проектной мощности. Были проведены капитальные ремонты в 1995 г. и в 1998—1999 гг. Впервые на реакторе при промышленной эксплуатации применена информационно-вычислительная система на базе ЭВМ М-6000.
- Тяжеловодный реактор «ЛФ-2» («Людмила») — физический пуск 31.12.1987 г., энергопуск в конце 1988 г.

В ходе эксплуатации реакторов во время проведения ремонтных работ на них и при заштатных ситуациях часть персонала объединения получала высокие дозы радиоактивного облучения.

### Радиационный фон
Несмотря на присутствие ядерного объекта, радиационный фон (по γ-излучению) в ближайшем населённом пункте, Озёрске, в целом такой же как в Челябинске, Екатеринбурге и Санкт-Петербурге, но отмечается выпадение β-излучающих радионуклидов, способных накапливаться в организме, в частности стронция-90 и цезия-137.
С 1948 г. по 1998 г. в результате производственной деятельности (в том числе аварийных ситуаций) ПО «Маяк» было выпущено в атмосферу и в водоёмы более 1,8×1017 Бк радионуклидов с загрязнением территории 25 000 км². Около 500 тыс. человек получили радиоактивное облучение. По состоянию на 1998 г. в зоне радиусом 100 км от ПО «Маяк» средняя сумма радиоактивных выпадений из атмосферы была в 20 раз выше, чем в среднем по территории всей России (по цезию-137), среднегодовая концентрация стронция-90 в реке Теча была в 3,4 раза выше ПДК (в 3700 раз выше фонового уровня для рек России). С 1951 г. проводятся мероприятия, направленные на снижение радиационной опасности: прекращён прямой сброс в реку Теча радиоактивных вод, часть поймы бассейна реки изъята из хозяйственного пользования, засыпано озеро Карачай, жидкие радиоактивные отходы переводятся в твёрдые формы.
Согласно стенограммам и заключению экспертного совета Комитета Верховного Совета СССР по экологии от 1990 года за 40 лет существования ПО «Маяк» около 10 000 сотрудников заболели профзаболеваниями, около 4 000 погибло от острой лучевой болезни. Люди, проживавшие в населённых пунктах, подвергшихся загрязнению радионуклидами в результате деятельности предприятия, вплоть до 1990-х годов не ставились в полной мере в известность о грозящих им опасностях, а в первые годы вообще никак не информировались не только о радиоактивном загрязнении, но вообще о возникшем загрязнении реки, а случаи возникновения хронической лучевой болезни зашифровывались как невралгический синдром.

## История

### Выбор места и распределение ответственности
Выбор места строительства был предложен Завенягиным А. П., роль при этом сыграло то, что он уже был в 1937 г. в этих местах, а местность отвечала ряду предъявляемых требований, таких как транспортная доступность с одновременной отдаленностью от крупных населённых пунктов и наличие поблизости промышленных предприятий, электроснабжение, водные ресурсы. В апреле 1945 г. строительство атомного реактора с промплощадкой было поручено возглавляемому Рапопортом Я. Д. «Челябметаллургстрою» НКВД СССР, который уже обладал необходимой базой и ресурсами после строительства Челябинского металлургического комбината, одновременно были поставлены задачи к началу проведения изыскательских работ.
Вопрос проектирования завода № 817 впервые был зафиксирован в протоколе заседания Специального комитета при Совнаркоме СССР 30 ноября 1945 года. Было утверждено предложение Б. Л. Ванникова, И. В. Курчатова, А. П. Завенягина и Н. А. Борисова по выбору места строительства комбината — площадка «Т» (Южный берег оз. Кызыл-Таш Челябинской обл.). Строительство было поручено Главпромстрою НКВД/МВД СССР, который вменил эту обязанность своему подразделению «Челябметаллургстрой».
Место для строительства было утверждено Постановлением СНК СССР «О заводе № 817» от 1 декабря 1945 г. № 3007-892892сс, а 21 декабря 1945 г. И. В. Сталин подписал постановление СНК СССР за № 3150-952сс «Об организации строительного управления НКВД СССР № 859».
Кураторами проекта комбината были назначены: со стороны власти М. Г. Первухин, со стороны науки И. В. Курчатов.
Работы по проекту велись в рамках первой секции Инженерно-технического совета Специального комитета при СНК СССР.
За железнодорожное снабжение строительства предприятия отвечали железнодорожник Б. Н. Арутюнов, строитель А. Н. Комаровский и представитель Госплана Н. А. Борисов.
За снабжение строительства стройматериалами, товарами и оборудованием отвечали генерал-полковник госбезопасности, заместитель наркома внутренних дел СССР, В. В. Чернышёв, В. А. Сергеев и представитель Госплана Н. А. Борисов.

### Строительство
10 ноября 1945 года начальник «Челябметаллургстроя» генерал-майор инженерной службы НКВД Яков Давыдович Рапопорт подписал приказ об организации строительного района № 11, который должен был незамедлительно приступить к строительству временных дорог, железнодорожного разъезда, силовой и осветительной электролиний, линий телефонной связи. Предстояло построить не один реактор, а несколько — целый реакторный завод. А рядом радиохимическое предприятие для получения плутония и завод по производству деталей для атомной бомбы. 24 ноября 1945 года изыскатели забили первый колышек на месте расположения будущего плутониевого реактора, а 1 декабря 1945 года постановлением СНК СССР место строительства было утверждено, с присвоением объекту номера 817 (Комбинат № 817, База № 10). 24 апреля 1946 года секция № 1 Научно-технического совета Первого Главного Управления при Совете Министров СССР приняла генплан, а в августе 1946 года утвердила принципиальный проект вертикального реактора, сконструированного Владимиром Иосифовичем Меркиным. Пуск был назначен И.В. Сталиным на 7 ноября 1947 года.
Согласно предварительному проекту котлована под реактор «А», утверждённому в сентябре 1946 года, его размеры должны были составлять 80х80 метров на плоскости и 8 метров в глубину. После детальной проработки конструкции реактора, всего спустя месяц, глубину котлована увеличили до 24 метров. Зимой мёрзлый грунт разогревали кострами, для разрыхления и углубления породы применялась взрывная техника.
Все подъездные дороги к объекту были лежневыми, рассчитанными на машины грузоподъемностью до трех тонн. Кроме того, для транспортировки материалов выделили 30 лошадей с повозками. Конный парк действовал и на промплощадке (846 голов и ветлазарет). Разгрузку и погрузку материалов и техники вели вручную. Для перевозки длинномерных грузов и расчистки дорог от снега были выделены танки со снятыми башнями, два из которых по пути провалились в болото, откуда их с большим трудом удалось вытянуть. Их использовали до конца 1946 года.
По завершении выемки скального грунта из котлована в апреле 1947 года его глубина составила 53 метра. В этот период на котловане работали 11 тысяч землекопов.
В 1947 году закончилось строительство бетонного завода, который начал поставлять материалы для строительства корпуса реактора.
Беспрецедентные темпы строительства всё же не смогли обеспечить сдачу объекта в назначенный срок. 12 июля 1947 года Государственная комиссия во главе с начальником Первого Главного управления при СМ СССР Б. Л. Ванниковым констатировала это и отстранила от работы начальника строительства Я. Д. Рапопорта, заменив его М. М. Царевским. Директором создаваемого предприятия двумя днями ранее глава Спецкомитета ГКО СССР Лаврентий Павлович Берия назначил Ефима Павловича Славского. Берия пристально следил за ходом работ на комбинате, четырежды за время строительства побывал на объекте лично.
Несмотря на то, что на объект были брошены небывалые силы, а средства выделялись по указанию Л. П. Берии незамедлительно, из-за несвоевременных поставок электрического и другого оборудования в намеченный срок сдать объект не удалось. 12 ноября 1947 года было принято Постановление Совета Министров СССР, согласно которому завод № 817 был переименован в комбинат № 817, а его директором назначен Борис Глебович Музруков, тогда как Е. П. Славского перевели на должность его первого зама и главного инженера. Научным руководителем комбината стал академик Игорь Васильевич Курчатов.
К зиме 1947-48 года строительство здания реактора было завершено и начался монтаж оборудования, производившийся опять-таки в предельно сжатые сроки и в обстановке секретности. Требования по качеству работ, точности изготовления и монтажа были очень жёсткими, особенно к исполнителям и организаторам работ при сборке графитовой кладки.
1 июня 1948 года завершилось создание промышленного реактора, на которое потребовалось:
- 5 тысяч тонн металлоконструкций и оборудования,
- 230 километров трубопроводов,
- 165 километров электрических кабелей,
- 5745 единиц задвижек и прочей арматуры,
- 3 800 измерительных и контрольных приборов.

Государственная комиссия приняла комплекс реактора «А-1» в эксплуатацию.

### Пуск в эксплуатацию
1 июня 1948 года в 8 часов 50 минут началась загрузка реактора рабочей продукцией — урановыми блочками.
8 июня в 00 часов 30 минут Игорь Васильевич Курчатов собственноручно осуществил физический пуск первого в Советском Союзе промышленного атомного реактора. Реактор работал в штатном режиме, числа нейтронов, возникающих при делении урана, вполне хватало для цепной реакции и образования из урана-238 плутония-239. Передавая пульт управления сменному персоналу, Курчатов записал в журнале: «Начальникам смен! Предупреждаю, что в случае останова воды будет взрыв. Поэтому ни при каких обстоятельствах не допускается прекращение подачи воды».
Реактор запущен в эксплуатацию 19 июня 1948 г. Эксплуатировался вместо трёх лет, предусмотренных по проекту, 38,5 лет, до 1987 года.

### Трудовые ресурсы строительства
В пусковой год на Базе № 10 была занята 41 тысяча строителей и монтажников. Поняв, что и этого недостаточно, Славский обратился к Л. П. Берии с просьбой прислать дополнительно 15-18 тысяч рабочих и инженеров. Таким образом, к концу 1947 года численность работающих на объекте достигла 52 тысяч.
На строительстве были задействованы: вольнонаёмные (они составят основу будущего Южно-Уральского управления строительства, ЮУС), военные строители, спецпереселенцы и заключённые исправительно-трудовых лагерей НКВД. Самым первым в Челябинске было организовано управление военно-строительных батальонов (ВСБ) во главе с подполковником Ю. Н. Петровичем. Первые два ВСБ (в каждом по 917 солдат, 53 сержанта и 27 офицеров) были переведены на промплощадку осенью 1945 года. Поскольку строительство начиналось на пустом месте, для размещения рабочих использовались животноводческие постройки подсобного хозяйства Теченского рудоуправления. Эти помещения очистили, утеплили, построили внутри двухъярусные деревянные полати. В бывшем гусятнике был оборудован медицинский пункт.
В марте 1946 года были сформированы ещё три ВСБ (№ 585, № 586 и № 587), которые были отправлены на лесозаготовки, затем к ним добавился ещё один. В этот период начинается строительство 3 военных гарнизонов для размещения рабочих, которые нужно было закончить к июлю 1946 года. Штаб управления ВСБ переводят из Челябинска в Кыштым, а в октябре 1946 года батальонную систему укрупняют и заменяют полковой, в составе двух полков, численностью до 3744 человек, каждый из 4 батальонов (до 936 человек), состоящих из 3 рот (до 312 человек) по 10-12 отделений, по 26 человек в каждом.
Жилья не хватало, под него приспособили бывший цементный склад, конюшню, бывший ИТЛ и летний пионерский лагерь, строили деревянные бараки и землянки с печками-буржуйками, которые зимой топились круглосуточно, но в лютые морозы и это не спасало.
В 1946 году в посёлке строителей возвели Дом офицеров, где проходили кинопоказы, концерты самодеятельности, работал мужской хор (около 100 человек).
В воинской части была организована вечерняя школа рабочей молодёжи с программой 5-7 классов.
В ротах выпускали стенгазеты, во взводах — боевые листки. Один раз в неделю проводили политические занятия, где знакомили с новостями за неделю.
В 1948 году один из полков своими силами, с участием добровольцев из числа гражданских лиц, построил легкоатлетический стадион с футбольным полем, на котором проводились соревнования. К стадиону пристроили трёхэтажный спортивный комплекс с секциями лёгкой и тяжёлой атлетики, гимнастики и т.д.
Зимой поле заливали под каток.
К концу 1940-х годов в посёлке построили парк культуры и отдыха, летний ресторан.
Объекты строились преимущественно руками репрессированных в «трудармию» российских немцев, проживавших до войны в той же Челябинской области. Во время строительства трудармейцы жили в бараках и землянках в условиях режимного содержания. В дальнейшем строители данного комбината под присмотром НКВД были отправлены на возведение следующего объекта — ЧМЗ города Глазова.

## Аварийные ситуации

### Хроника инцидентов с 1948 по 2000 год
- 19.06.1948 — при первом запуске первого реактора А-1 из-за недостатка воды в системе охлаждения произошло разрушение урановых блоков.
- 20.01.1949 — в связи с коррозией алюминиевых трубок, в которых содержались блоки с ураном и наработанным плутонием, остановлен реактор А-1, аварийное извлечение в течение 34 дней около 39 000 блоков, содержащих 150 тонн сырья и продуктов деления, переоблучение персонала, начиная от заключённых и заканчивая Курчатовым (большинству выставлялся диагноз: плутониевый пневмосклероз)[33].
- 1950—1951 — в результате аварийных ситуаций производился сброс в реку Течу высокоактивных жидких радиоактивных отходов производства (с 1949 года сбрасывались и предусмотренные проектом низко- и среднеактивные жидкие радиоактивные отходы).
- 15.03.1953 — возникла СЦР (самоподдерживающаяся цепная реакция). Переоблучён персонал завода;
- 13.10.1955 — разрыв технологического оборудования и разрушение частей здания.
- 21.04.1957 — СЦР на заводе № 20 в сборнике оксалатных декантатов после фильтрации осадка оксалата обогащённого урана. Шесть человек получили дозы облучения от 300 до 1000 бэр (четыре женщины и двое мужчин), одна женщина умерла.
- 29.09.1957 — Кыштымская авария. Индекс по шкале INES — 6.
- 02.10.1958 — СЦР на заводе. Проводились опыты по определению критической массы обогащённого урана в цилиндрической ёмкости при различных концентрациях урана в растворе. Персонал нарушил правила и инструкции по работе с ЯДМ (ядерный делящийся материал). В момент СЦР персонал получил дозы облучения от 7600 до 13000 бэр. Три человека погибло, один человек получил лучевую болезнь и ослеп. В том же году И. В. Курчатов выступил на высшем уровне и доказал необходимость учреждения специального государственного подразделения по безопасности. Такой организацией стала ЛЯБ[34].
- 28.07.1959 — разрыв технологического оборудования.
- 05.12.1960 — СЦР на заводе. Пять человек были переоблучены.
- 26.02.1962 — взрыв в сорбционной колонне, разрушение оборудования.
- 07.09.1962 — СЦР.
- 16.12.1965 — СЦР на заводе № 20 продолжалась 14 часов.
- 10.12.1968 — СЦР. Раствор плутония был залит в цилиндрический контейнер с опасной геометрией. Один человек погиб, другой получил высокую дозу облучения и лучевую болезнь, после которой ему были ампутированы ноги и правая рука.
- 11.02.1976 на радиохимическом заводе в результате неквалифицированных действий персонала произошло развитие автокаталитической реакции концентрированной азотной кислоты с органической жидкостью сложного состава. Аппарат взорвался, произошло радиоактивное загрязнение помещений ремонтной зоны и прилегающего участка территории завода. Индекс по шкале INES — 3.
- 02.10.1984 — взрыв на вакуумном оборудовании реактора.
- 16.11.1990 — взрывная реакция в ёмкостях с реагентом. Два человека получили химические ожоги, один погиб.
- 17.07.1993 — Авария на радиоизотопном заводе ПО «Маяк» с разрушением сорбционной колонны и выбросом в окружающую среду незначительного количества α-аэрозолей. Радиационный выброс был локализован в пределах производственных помещений цеха.
- 02.08.1993 — Авария линии выдачи пульпы с установки по очистке жидких РАО произошёл инцидент, связанный с разгерметизацией трубопровода и попаданием 2 м³ радиоактивной пульпы на поверхность земли (загрязнено около 100 м² поверхности). Разгерметизация трубопровода привела к вытеканию на поверхность земли радиоактивной пульпы активностью около 0,3 Ки. Радиоактивный след был локализован, загрязнённый грунт вывезен.
- 27.12.1993 — инцидент на радиоизотопном заводе, где при замене фильтра произошёл выброс в атмосферу радиоактивных аэрозолей. Выброс составлял по α-активности 0,033 Ки, по β-активности 0,36 мКи.
- 04.02.1994 зафиксирован повышенный выброс радиоактивных аэрозолей: по β-активности 2-суточных уровней, по 137Cs суточных уровней, суммарная активность 15,7 мКи.
- 30.03.1994 при переходе зафиксировано превышение суточного выброса по 137Cs в 3, β-активности — 1,7, α-активности — в 1,9 раза.
- В мае 1994 по системе вентиляции здания завода произошёл выброс активностью 10,4 мКи β-аэрозолей. Выброс по 137Cs составил 83 % от контрольного уровня.
- 07.07.1994 на приборном заводе обнаружено радиоактивное пятно площадью несколько квадратных дециметров. Мощность экспозиционной дозы составила 500 мкР/с. Пятно образовалось в результате протечек из заглушённой канализации.
- 31.08.1994 зарегистрирован повышенный выброс радионуклидов в атмосферную трубу здания радиохимического завода (238,8 мКи, в том числе доля 137Cs составила 4,36 % годового предельно допустимого выброса этого радионуклида). Причиной выброса радионуклидов явилась разгерметизация ТВЭЛ ВВЭР-440 при проведении операции отрезки холостых концов ОТВС (отработавших тепловыделяющих сборок) в результате возникновения неконтролируемой электрической дуги.
- 24.03.1995 зафиксировано превышение на 19 % нормы загрузки аппарата плутонием, что можно рассматривать как ядерно-опасный инцидент.
- 15.09.1995 на печи остекловывания высокоактивных ЖРО (жидких радиоактивных отходов) была обнаружена течь охлаждающей воды. Эксплуатация печи в регламентном режиме была прекращена.
- 21.12.1995 при разделке термометрического канала произошло облучение четырёх работников (1,69, 0,59, 0,45, 0,34 бэр). Причина инцидента — нарушение работниками предприятия технологических регламентов.
- 24.07.1995 произошёл выброс аэрозолей 137Сs, величина которого составила 0,27 % годовой величины ПДВ для предприятия. Причина — возгорание фильтрующей ткани.
- 14.09.1995 при замене чехлов и смазке шаговых манипуляторов зарегистрировано резкое повышение загрязнения воздуха α-нуклидами.
- 22.10.1996 произошла разгерметизация змеевика охлаждающей воды одной из ёмкостей-хранилищ высокоактивных отходов. В результате произошло загрязнение трубопроводов системы охлаждения хранилищ. В результате данного инцидента 10 работников отделения получили радиоактивное облучение от 2,23×10−3 до 4,8×10−2 Зв.
- 20.11.1996 на химико-металлургическом заводе при проведении работ на электрооборудовании вытяжного вентилятора произошёл аэрозольный выброс радионуклидов в атмосферу, который составил 10 % от разрешённого годового выброса завода.
- 27.08.1997 в здании завода РТ-1 в одном из помещений было обнаружено загрязнение пола площадью от 1 до 2 м², мощность дозы гамма-излучения от пятна составляла от 40 до 200 мкР/с.
- 06.10.1997 зафиксировано повышение радиоактивного фона в монтажном здании завода РТ-1. Замер мощности экспозиционной дозы показал величину до 300 мкР/с.
- 23.09.1998 при подъёме мощности реактора ЛФ-2 («Людмила») после срабатывания автоматической защиты допустимый уровень мощности был превышен на 10 %. В результате в трёх каналах произошла разгерметизация части твэлов, что привело к загрязнению оборудования и трубопроводов первого контура. Содержание 133Хе в выбросе из реактора в течение 10 дней превысило годовой допустимый уровень.
- 09.09.2000 произошло отключение на ПО «Маяк» энергоснабжения на 1,5 часа, которое могло привести к возникновению аварии[35].

В ходе проверки в 2005 году прокуратура установила факт нарушения правил обращения с экологически опасными отходами производства в период 2001—2004 годов, что привело к сбросу в бассейн реки Теча нескольких десятков миллионов кубометров жидких радиоактивных отходов производства ПО «Маяк». По словам замначальника отдела Генпрокуратуры РФ в Уральском федеральном округе Андрея Потапова, «установлено, что заводская плотина, которая давно нуждается в реконструкции, пропускает в водоём жидкие радиоактивные отходы, что создает серьёзную угрозу для окружающей среды не только в Челябинской области, но и в соседних регионах». По данным прокуратуры, из-за деятельности комбината «Маяк» в пойме реки Теча за эти четыре года уровень радионуклидов вырос в несколько раз. Как показала экспертиза, территория заражения составила 200 км. В опасной зоне проживают около 12 тыс. человек. При этом следователи заявляли, что на них оказывается давление в связи с расследованием. Генеральному директору ПО «Маяк» Виталию Садовникову было предъявлено обвинение по статье 246 УК РФ «Нарушение правил охраны окружающей среды при производстве работ» и частям 1 и 2 статьи 247 УК РФ «Нарушение правил обращения экологически опасных веществ и отходов». В 2006 году уголовное дело в отношении Садовникова было прекращено в связи с амнистией к 100-летию Госдумы.
На берегах реки Теча радиоактивный фон превышен многократно. С 1946 по 1956 год сбросы средне- и высокоактивных жидких отходов ПО «Маяк» производили в открытую речную систему Теча-Исеть-Тобол в 6 км от истока реки Течи. Всего за эти годы было сброшено 76 млн м³ сточных вод с общей активностью по β-излучениям свыше 2,75 млн Ки. Жители прибрежных сёл подверглись как внешнему облучению, так и внутреннему. Всего радиационному воздействию подверглись 124 тыс. человек, проживающих в населённых пунктах на берегах рек этой водной системы. Наибольшему облучению подверглись жители побережья реки Течи (28,1 тыс. человек). Около 7,5 тыс. человек, переселённых из 20 населённых пунктов, получили средние эффективные эквивалентные дозы в диапазоне 3—170 сЗв. В последующем в верхней части реки был построен каскад водоёмов. Большая часть (по активности) жидких радиоактивных отходов сбрасывалась в оз. Карачай (водоём 9) и «Старое болото». Пойма реки и донные отложения загрязнены, иловые отложения в верхней части реки рассматриваются как твёрдые радиоактивные отходы. Подземные воды в районе оз. Карачай и Теченского каскада водоёмов загрязнены.
Авария на «Маяке» в 1957 году, именуемая также «Кыштымской трагедией», является третьей по масштабам катастрофой в истории ядерной энергетики после Чернобыльской аварии и Аварии на АЭС Фукусима I (по шкале INES).
Вопрос радиоактивного загрязнения Челябинской области поднимался неоднократно, но из-за стратегической важности химкомбината каждый раз оставался без внимания.

### Авария 1957 года

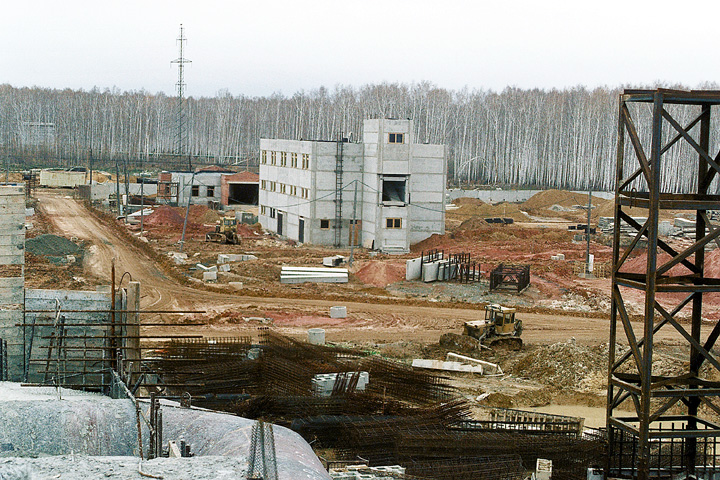
Строительство складских помещений для ФХДМ.

29 сентября 1957 года на предприятии произошла техногенная авария — из-за нарушения системы охлаждения разрушилась ёмкость с высокорадиоактивными отходами. Взрыв полностью разрушил ёмкость из нержавеющей стали, содержащую 70—80 т отходов, сорвал и отбросил в сторону на 25 м бетонную плиту перекрытия каньона — ячейки для ёмкости в заглубленном бетонном сооружении. Из хранилища в окружающую среду была выброшена смесь радионуклидов общей активностью 20 млн Ки.
Большая часть радионуклидов осела вокруг хранилища, а жидкая пульпа (взвесь), активность которой составляла 2 млн Ки, была поднята на высоту 1—2 км и образовала радиоактивное облако, состоящее из жидких и твердых аэрозолей. Основные нуклиды выброса: церий-144 (66 %), цирконий-95 (25 %) и стронций-90 (5 %). Радиоактивные вещества разнесло на сотни квадратных километров. Заражённая территория, образовавшаяся в результате последствий аварии называется «Восточно-уральский радиоактивный след».
Территория его с плотностью загрязнения стронцием-90 более 0,1 Ки/км² составила 23 тыс. км², оказались загрязнёнными 217 населённых пунктов с общей численностью населения 272 тыс. человек. Территория с плотностью загрязнения стронцием-90 более 10 Ки/км² составила 400 км², а с плотностью загрязнения стронцием-90 более 100 Ки/км² — 117 км². Облучение населения, проживающего на территории Восточноуральского следа, было как внешним, так и внутренним: 2280 человек за 250 дней проживания получили дозу около 17 сЗв, а 7300 человек за 330—770 дней проживания — около 6 сЗв.
От облучения только в течение первых 10 дней погибли около 200 человек, общее число пострадавших оценивается в 250 тысяч человек, авария была оценена в 6 баллов по международной семибалльной шкале.
В 1958 году в соответствии с приказом по Министерству среднего машиностроения № 0261 от 28.04.58 была создана Опытная научно-исследовательская станция (ОНИС). Причиной создания станции послужила необходимость изучения последствий радиоактивного загрязнения обширной территории. ОНИС занималась практической и теоретической наработкой мероприятий по снижению отрицательных последствий радиационного загрязнения для живой природы и практической жизнедеятельности человека.

### Аварийная ситуация 1967 года
Весной 1967 г. в результате пылевого переноса радионуклидов с обсохшей береговой полосы озера Карачай (место слива среднеактивных жидких отходов) на промплощадке ПО «Маяк» вновь возникла аварийная ситуация. Ввиду отсутствия контроля и после маловодного периода времени 1962—1966 годов уровень воды озера Карачай сильно понизился, при этом оголилось несколько гектаров дна озера с радиоактивными материалами. Радиоактивные вещества активностью 600 Ки, состоящие преимущественно из частиц иловых отложений, рассеялись на расстоянии 50—75 км, усилив загрязнение территории от аварии 1957 г. В выпавшей смеси содержались в основном цезий-137 и стронций-90.
Радиоактивный след охватил территорию 2700 км², в том числе 63 населённых пункта с численностью жителей 41,5 тыс. человек. Поглощённая доза в результате внешнего облучения для 4800 жителей близлежащей зоны составила 1,3 сЗв, для жителей дальней зоны — 0,7 сЗв.

### Инцидент 2017 года
В октябре 2017 года Федеральное ведомство по радиационной защите (BfS) ФРГ опубликовало данные об обнаружении радиоактивного изотопа рутения в воздухе сразу нескольких городов Европы. Позднее, 9 ноября, специалисты французского Института ядерной и радиационной безопасности (IRSN) также зафиксировали повышенный уровень радиации, который, предположительно, связан с утечкой на объекте в России или Казахстане. Власти РФ тогда опровергли выводы зарубежных экспертов.
Однако 21 ноября Росгидромет сообщил о том, что с 25 сентября по 1 октября в Челябинской области фиксировался неестественно высокий уровень радиоактивного изотопа рутения-106 (Ru-106): в Аргаяше до 76 миллибеккерелей на кубометр воздуха, в Новогорном — до 52. В Аргаяше фон предыдущего месяца был превышен в 986 раз, в Новогорном — в 440 раз.
По версии «Гринпис России», именно ПО «Маяк» могло стать источником выброса. В ПО «Маяк» 21 ноября заявили, что загрязнение атмосферы, о котором сообщает Росгидромет, не связано с деятельностью предприятия.
Ростехнадзор сообщил, что с 26 октября по 3 ноября провёл проверку ПО «Маяк» и никаких нарушений, связанных с проведением радиационного контроля за источниками выбросов радиоактивных веществ, а также с работой оборудования и ведением технологических процессов, которые могли бы явиться причиной выброса в атмосферу изотопа рутений-106, не было выявлено. По сообщению Ростехнадзора, зафиксированные в Европе уровни активности рутения-106 колебались в диапазоне от 10 мкБк (микробеккерелей) до 100 мБк (миллибеккерелей) на кубометр воздуха, при этом наибольший показатель в 145 мБк был зафиксирован 30 сентября в Бухаресте.
Норма предельного годового поступления в организм рутения-106 для лиц категории А (профессионалов, работающих с радиоактивностью и под постоянным контролем) составляет до 1 100 000 беккерелей. На рабочем месте в воздухе рутения-106 должно быть не более 440 беккерелей на 1 м³. Для лиц категории Б нормы более жёсткие — не более 36 000 беккерелей внутрь организма в среднем за год и 4,4 беккерелей на 1 м³. Максимальное зарегистрированное содержание рутения-106 в воздухе составило в Аргаяше 0,046 беккерелей на 1 м³.
Человек за год вдыхает несколько тысяч кубометров воздуха Чтобы при такой концентрации изотопа в воздухе получить дозу, предельно допустимую для неспециалистов (лица категории Б), необходимо вдохнуть как минимум около 1 млн м³, профессионалу (категория А) — 100 млн м³. Однако моделирование[прояснить] предполагает, что концентрации рутения-106 в воздухе вблизи от источника выброса были заметно выше, чем концентрации, зарегистрированные на расстоянии тысяч километров.
Сотрудники французского Института радиационной защиты и ядерной безопасности пришли к выводу, что источником радиоактивного изотопа рутения вероятнее всего мог быть инцидент на ПО «Маяк», где велась переработка другого элемента церия-144 для эксперимента SOX-Borexino по регистрации нейтрино на короткой базе в Национальной лаборатории Гран-Сассо в Италии, в результате которой возможно выделение рутения-106, также они не исключают инцидента при наработке церия-144.

### Переименования

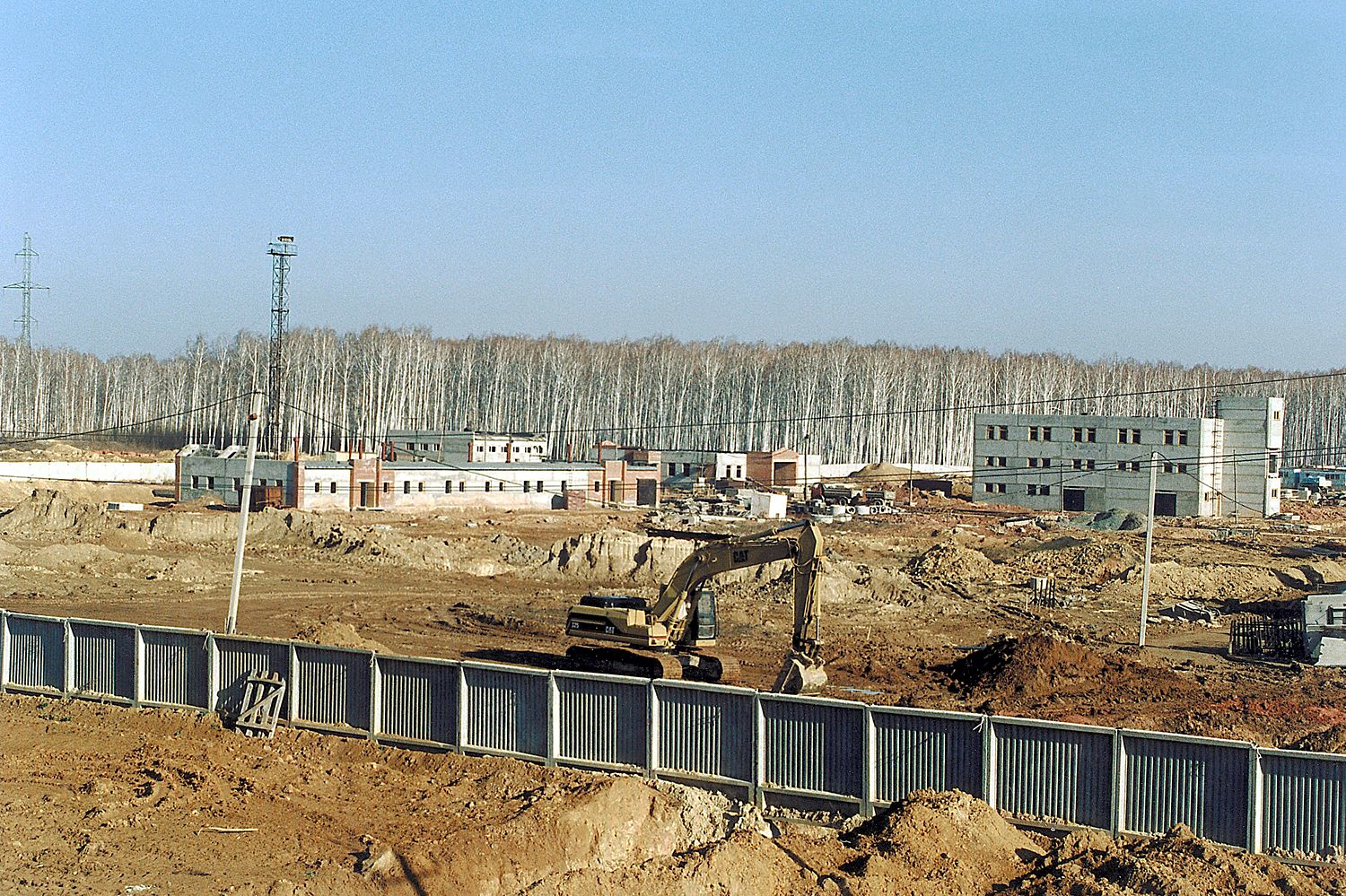
Хранилище делящихся материалов

- 1945—1946 — первый раз упоминается в Протоколе № 9 заседания Специального комитета при Совнаркоме СССР от 30 ноября 1945 года под названием «завод № 817»[28];
- 1946 — 01.01.1967 — комбинат № 817;
- 01.01.1967 — 31.12.1989 — химический комбинат «Маяк» Министерства среднего машиностроения СССР (02.03.1965 — 27.06.1989);
- 01.01.1990 — 11.04.2001 — производственное объединение «Маяк» Министерства среднего машиностроения СССР (02.03.1965 — 27.06.1989), затем Министерства атомной энергетики и промышленности СССР (27.06.1989 — 29.01.1992);
- с 11.04.2001 по настоящее время — Федеральное государственное унитарное предприятие Производственное объединение «Маяк» (ФГУП ПО «Маяк») Министерства РФ по атомной энергии (29.01.1992 — 28.06.2004), затем Федерального агентства по атомной энергии (28.06.2004 — 20.03.2008), затем Государственной корпорации по атомной энергии «Росатом» (с 20.03.2008).

## Награды
- Орден Ленина — за успешное выполнение специального задания (Указ Президиума Верховного Совета СССР от 4 января 1954 года).
- Орден Октябрьской революции — за успешное выполнение пятилетнего плана, организацию производства, внедрение новой техники (Указ Президиума Верховного Совета СССР от 21 декабря 1970 года).
- Юбилейный почётный знак в ознаменование 50-летия образования Союза ССР — за достижение наивысших результатов во Всесоюзном социалистическом соревновании в 1972 г.[44]

## Банк материалов лиц, облучённых в связи с деятельностью «Маяк»
Биоматериалы работников «Маяка», подвергшихся профессиональному облучению, а также жителей Озерска с 1951 года (более 500 тыс. образцов на 2020 год) хранят в Радиобиологическом репозитории тканей человека. Медико-дозиметрическая база данных «Клиника» содержит на 2020 год материалы о 22,5 тысяч человек. Коллекция из более чем 500 тысяч образцов включает опухолевые и неопухолевые ткани в формалине, в виде парафиновых блоков, в замороженном состоянии, а также образцы периферической крови (и её компонентов) и выделенная ДНК.